# Джеррі Ґлакан
Джеррі Ґлакан (8 серпня 1923 — 1965) — індійський хокеїст на траві.
Олімпійський чемпіон 1948 року.